# Koman Coulibaly
Koman Coulibaly (Bamako, Malí; 4 de julio de 1970) es un árbitro de fútbol.
Ha sido árbitro internacional absoluto de la FIFA desde 1999, y ofició su primer partido internacional el 19 de abril de 2000, entre Malí y Burkina Faso. Coulibaly es uno de los árbitros de fútbol con más experiencia de Malí, siendo seleccionado para cinco torneos de la Copa Africana de Naciones y para la Copa Mundial de Fútbol de 2010. Él es más conocido por la denegación del polémico gol en el partido de la Copa del Mundo de 2010 entre Estados Unidos y Eslovenia.
- Datos: Q310521